# Andrzej Czerny Szwarzenberg
Andrzej Czerny Szwarzenberg z Witowic herbu Nowina (zm. w 1718–1719 roku) – kasztelan sądecki w latach 1709–1718, burgrabia krakowski w latach 1689–1709, podwojewodzi sądecki w latach 1686–1701.
5 lipca 1697 roku podpisał w Warszawie obwieszczenie do poparcia wolnej elekcji, które zwoływało szlachtę na zjazd w obronie naruszonych praw Rzeczypospolitej.